# Turup
Turup är en tätort i Assens kommun i Region Syddanmark i Danmark. Tätorten har 298 invånare (2024). Den ligger på Fyn, cirka 7 kilometer nordost om Assens.